# Pelmatolapia
A Pelmatolapia a sugarasúszójú halak (Actinopterygii) osztályának sügéralakúak (Perciformes) rendjébe, ezen belül a bölcsőszájúhal-félék (Cichlidae) családjába tartozó nem.

## Tudnivalók
A Pelmatolapia-fajok 2013-ig a Tilapia nembe voltak besorolva. Ezek a halak Nyugat-Afrika déli részétől egészen a Kongó folyóig fordulnak elő. A legnagyobb hosszúságuk fajtól függően 32,3-37 centiméter.

## Rendszerezés
A nembe az alábbi 2 faj tartozik:
- Pelmatolapia cabrae (Boulenger, 1899)
- Pelmatolapia mariae (Boulenger, 1899) - típusfaj